# Galvanize
"Galvanize" é uma canção da dupla britânica The Chemical Brothers, gravada para o quinto álbum de estúdio da dupla, Push the Button. Contém a participação do rapper Q-Tip e foi a vencedora da categoria Best Dance Recording dos Grammy Awards de 2006.